# Arrondissement de Saint-Quentin
L'arrondissement de Saint-Quentin est une division administrative française, située dans le département de l'Aisne et la région Hauts-de-France.
Le territoire d'origine se nomme le comté de Vermandois.

## Histoire
L'arrondissement est l'un des cinq arrondissements de l'Aisne, créés par la loi du 28 pluviôse an VIII (17 février 1800), en même temps que les autres arrondissements français. Les limites de l'arrondissement sont modifiées le 1er septembre 1973 à cause du rattachement de la commune d'Escaufourt au département du Nord, qui fusionne, sous le régime de la fusion-association, avec la commune nordiste de Saint-Souplet, par arrêté du 28 août 1973.
Les limites des arrondissements du département de l'Aisne sont modifiées le 1er janvier 2017 par arrêté préfectoral du 20 décembre 2016, mais celui de Saint-Quentin est le seul à ne recevoir aucune modification.

## Composition

### 1800-1973
Après le décret du 23 juillet 1973, l'arrondissement comprend 9 cantons dont Bohain, Le Catelet, Moÿ, Ribemont, Saint-Quentin-Centre, Saint-Quentin-Nord, Saint-Quentin-Sud, Saint-Simon et Vermand.
L'arrondissement voit ses limites modifiés le 1er septembre 1973 avec le rattachement d'Escaufourt au département du Nord.
Avant le redécoupage des cantons de 2014, effectif en mars 2015, l'arrondissement comprend toujours 9 cantons et 126 communes.

### Période 2015 et 2016
Contrairement à l'ancien découpage où chaque canton était inclus à l'intérieur de l'arrondissement, le canton reste une simple circonscription électorale, mais il perd son caractère de circonscription administrative, existant depuis la Révolution française. Le nouveau découpage cantonal s'affranchit donc des limites des arrondissements. L'arrondissement de Saint-Quentin comprend cinq cantons entiers (Bohain-en-Vermandois, Ribemont, Saint-Quentin-1, Saint-Quentin-2 et Saint-Quentin-3). Sa composition communale reste inchangée.
Le tableau suivant présente la répartition des cantons et de leurs communes par arrondissement :
| N° | Canton               | Saint-Quentin               |
| -- | -------------------- | --------------------------- |
| 1  | Bohain-en-Vermandois | 31                          |
| 12 | Ribemont             | 52                          |
| 13 | Saint-Quentin-1      | 24 + Fraction Saint-Quentin |
| 14 | Saint-Quentin-2      | 10 + Fraction Saint-Quentin |
| 15 | Saint-Quentin-3      | 8 + Fraction Saint-Quentin  |
|    |                      | 126                         |

### À partir de 2017
Au 1er janvier 2017, une réorganisation des arrondissements est effectuée, pour mieux intégrer les récentes modifications des intercommunalités et faire coïncider les arrondissements aux circonscriptions législatives ; l'arrondissement de Saint-Quentin est le seul à ne recevoir aucune modification,.
Au 1er janvier 2024, l'arrondissement groupe les 126 communes suivantes :
1. Alaincourt
2. Annois
3. Artemps
4. Attilly
5. Aubencheul-aux-Bois
6. Aubigny-aux-Kaisnes
7. Beaurevoir
8. Beauvois-en-Vermandois
9. Becquigny
10. Bellenglise
11. Bellicourt
12. Benay
13. Berthenicourt
14. Bohain-en-Vermandois
15. Bony
16. Brancourt-le-Grand
17. Bray-Saint-Christophe
18. Brissay-Choigny
19. Brissy-Hamégicourt
20. Castres
21. Le Catelet
22. Caulaincourt
23. Cerizy
24. Châtillon-sur-Oise
25. Chevresis-Monceau
26. Clastres
27. Contescourt
28. Croix-Fonsomme
29. Cugny
30. Dallon
31. Douchy
32. Dury
33. Essigny-le-Grand
34. Essigny-le-Petit
35. Estrées
36. Étaves-et-Bocquiaux
37. Étreillers
38. Fayet
39. La Ferté-Chevresis
40. Fieulaine
41. Flavy-le-Martel
42. Fluquières
43. Fonsomme
44. Fontaine-lès-Clercs
45. Fontaine-Notre-Dame
46. Fontaine-Uterte
47. Foreste
48. Francilly-Selency
49. Fresnoy-le-Grand
50. Gauchy
51. Germaine
52. Gibercourt
53. Gouy
54. Gricourt
55. Grugies
56. Happencourt
57. Hargicourt
58. Harly
59. Hinacourt
60. Holnon
61. Homblières
62. Itancourt
63. Jeancourt
64. Joncourt
65. Jussy
66. Lanchy
67. Lehaucourt
68. Lempire
69. Lesdins
70. Levergies
71. Ly-Fontaine
72. Magny-la-Fosse
73. Maissemy
74. Marcy
75. Mesnil-Saint-Laurent
76. Mézières-sur-Oise
77. Montbrehain
78. Mont-d'Origny
79. Montescourt-Lizerolles
80. Montigny-en-Arrouaise
81. Morcourt
82. Moÿ-de-l'Aisne
83. Nauroy
84. Neuville-Saint-Amand
85. Neuvillette
86. Ollezy
87. Omissy
88. Origny-Sainte-Benoite
89. Parpeville
90. Pithon
91. Pleine-Selve
92. Pontru
93. Pontruet
94. Prémont
95. Ramicourt
96. Regny
97. Remaucourt
98. Remigny
99. Renansart
100. Ribemont
101. Roupy
102. Rouvroy
103. Saint-Quentin
104. Saint-Simon
105. Savy
106. Seboncourt
107. Sequehart
108. Serain
109. Seraucourt-le-Grand
110. Séry-lès-Mézières
111. Sissy
112. Sommette-Eaucourt
113. Surfontaine
114. Thenelles
115. Trefcon
116. Tugny-et-Pont
117. Urvillers
118. Vaux-en-Vermandois
119. Vendelles
120. Vendeuil
121. Vendhuile
122. Le Verguier
123. Vermand
124. Villeret
125. Villers-le-Sec
126. Villers-Saint-Christophe

## Administration
Le sous-préfet de l'arrondissement est Anthmane Aboubacar depuis le 27 mars 2024.
| Période            | Période          | Identité                          | Fonction précédente                                                                                | Observation |
| ------------------ | ---------------- | --------------------------------- | -------------------------------------------------------------------------------------------------- | --- |
| 1800               | 1813             | Charles Duuez                     | député au Conseil des Cinq-Cents                                                                   | |
| 1813               | mai 1815         | Pierre Catineau Laroche           | | Nommé préfet de l'Aisne à titre provisoire le 25 février 1814 par le général prussien Bülow, confirmé par la première Restauration |
| ...                | ...              | ...                               | ...                                                                                                | ... |
| juillet 1815       | septembre 1815   | Pierre Catineau Laroche           | | ... |
| 29 septembre 1815  | ...              | Charles-Édouard de Montozon       | sous-préfet de Sarrebourg                                                                          | ... |
| ...                | ...              | ...                               | ...                                                                                                | ... |
| 1823               | ...              | Emmanuel Louis Joseph Rouzé       | | ... |
| ...                | ...              | ...                               | ...                                                                                                | ... |
| 21 août 1839       | 23 novembre 1841 | Claude-Marius Vaïsse              | secrétaire du gouvernement à Alger                                                                 | Nommé préfet des Pyrénées-Orientales                                                                                               |
| 9 décembre 1841    | février 1848     | François Balland                  | sous-préfet de Béziers                                                                             | Nommé préfet des Pyrénées-Orientales                                                                                               |
| ...                | ...              | ...                               | ...                                                                                                | ... |
| 25 janvier 1849    | 20 novembre 1849 | Jean-Baptiste Migneret            | ...                                                                                                | Nommé préfet de la Sarthe |
| 7 décembre 1849    | 9 décembre 1851  | Léon Berger                       | sous-préfet de Château-Thierry                                                                     | Nommé préfet de l'Indre |
| 15 décembre 1851   | 1er février 1852 | Alexandre Chèvremont              | sous-préfet d'Epernay                                                                              | Nommé sous-préfet de Reims |
| 1er février 1852   | 4 mars 1853      | Symphor Boittelle                 | sous-préfet de Clamecy                                                                             | Nommé préfet de l'Aisne |
| 16 mars 1853       | 4 novembre 1853  | Félix Lowasy de Loys de Loinville | sous-préfet d'Arles                                                                                | Nommé sous-préfet de Valenciennes                                                                                                  |
| 4 novembre 1853    | 26 novembre 1856 | Emile Paul Rostan d'Ancézune      | ...                                                                                                | Nommé préfet de la Haute-Loire |
| 15 décembre 1856   | 5 mars 1858      | Paul Odent                        | sous-préfet de Vendôme                                                                             | Nommé préfet du Haut-Rhin |
| ...                | ...              | ...                               | ...                                                                                                | ... |
| 11 mars 1864       | 10 mars 1866     | Charles Grachet                   | sous-préfet de Toulon                                                                              | Nommé préfet de la Haute-Marne |
| 24 mars 1866       | 31 janvier 1870  | Louis Locré de Saint-Julien       | sous-préfet d'Aix-en-Provence                                                                      | Nommé préfet du Tarn |
| ...                | ...              | ...                               | ...                                                                                                | ... |
| 1885               |                  | Paul Joseph Boudier               | | |
| ...                | ...              | ...                               | ...                                                                                                | ... |
| 21 mars 2006       | 18 janvier 2013  | Jacques Destouches,               | sous-préfet hors classe                                                                            | Ancien sous-préfet de Lure |
| 18 janvier 2013    | 24 août 2016     | Jean-Jacques Boyer                | sous-préfet hors classe                                                                            | Sous-préfet de Chalon-sur-Saône |
| 1er septembre 2016 | 28 février 2019  | Magali Daverton                   | Secrétaire générale de la préfecture de Corrèze                                                    | Secrétaire générale de la préfecture de Maine-et-Loire                                                                             |
| 28 février 2019    | 29 février 2024  | Corinne Minot (d)                 | Administratrice civile hors classe                                                                 | Nommée sous-préfète de Cholet |
| 27 mars 2024       | En cours         | Anthmane Aboubacar                | conseiller technique auprès du ministre de l'intérieur et des outre-mer, chargée de la citoyenneté | |

## Démographie
En 2022, l'arrondissement comptait 126 102 habitants.
| 1962    | 1968    | 1975    | 1982    | 1990    | 1999    | 2006    | 2011    | 2016    |
| ------- | ------- | ------- | ------- | ------- | ------- | ------- | ------- | ------- |
| 131 015 | 135 794 | 141 742 | 139 269 | 137 621 | 134 597 | 131 665 | 131 824 | 129 028 |

| 2021    | 2022    | - | - | - | - | - | - | - |
| ------- | ------- | - | - | - | - | - | - | - |
| 126 366 | 126 102 | - | - | - | - | - | - | - |